# MS Kapitan M. Stankiewicz
Drobnicowiec, nazwany imieniem i nazwiskiem Mamerta Stankiewicza. Przykład polskiego drobnicowca z lat 60 XX ("seria kapitanowie") zbudowanego w stoczni im. Komuny Paryskiej, Gdynia.